# Gilles-Michel Le Long
Gilles-Michel Le Long, né le 13 avril 1666 et décédé le 18 septembre 1739 à Laval, sieur de Genetais et de la Besnardière, juge civil et maire de Laval de 1722 à 1730. Il est aussi conseiller du Roi, lieutenant général et particulier, assesseur criminel au siège royal de Laval en 1717, juge civil de police et maire perpétuel.

## Biographie

### Famille et origine
Il est le fils de Jacques Le Long, sieur de la Besnardière et de Françoise Molland. Il épouse en 1869 Renée Le Clerc, fille de Jean Leclerc, sieur de la Roussière, Conseiller du Roi, Lieutenant général, Assesseur criminel au tribunal de Laval. 
Sa famille, originaire de Laval, était ancienne. En 1462, Jehan le Long, sénéchal de Laval, y tenait les assises le 14 janvier.  Alexandre le Long fut chantre et chanoine de Saint-Tugal en 1587. Son frère N. Le Long était en 1597 gouverneur calviniste de la ville de Laval.
Ses armes sont d'or au lièvre d'azur courant en bande accompagnée de 3 épées de gueules 2 et 1.

### Fiscalité et charge de maire
Gilles Le Long de la Besnardière achète le mairat en 1710 et refuse de se faire installer par le juge du comté de Laval. Il emploie tous les moyens pour se maintenir quand le duc de la Trémoïlle rachète pour ses officiers les offices municipaux ; écrit au contrôleur général que cette mesure est contraire aux intérêts du roi ; capte la confiance des marchands dont il soutient hardiment la cause contre le duc et qui eux-mêmes pétitionnent en sa faveur. 
Il est néanmoins évincé et remboursé du prix de sa charge le 9 juin 1711. De 1717 à 1727, il y eut encore à quatre reprises suppression et rétablissement des charges municipales, l'État continuant à battre monnaie par ce moyen. 
Il en profita pour acheter en 1723 la charge de maire ancien et mi-triennal, puis en 1727 celle de juge civil. Désormais, oubliant ses premiers plaidoyers, il soutint que les deux offices de juge civil et de maire n'étaient plus séparables.

### Juge civil et maire
Gilles Le Long a succédé à Ambroise-Jean Hardy de Lévaré dans les fonctions de juge civil et de maire en 1727. 
Après avoir mécontenté tout le corps des avocats, auquel il doit présenter des excuses, il s'attire l'adversion d'une grande partie des habitants. Couanier de Launay signale qu'un contemporain le qualifie de l'homme le plus violent, le plus ambitieux, le plus imprudent et le plus téméraire qui vouloit gouverner la ville suivant son caprice et réduire tout le monde sous sa domination.. René Pichot de la Graverie indique qu' Il y eut de son temps de grands mouvements et procès à son occasion, parce que ayant voulu s'arroger une autorité très despotique et qui approchoit de la tyrannie, il donna lieu au mécontentement des principaux habitans et officiers et les porta à le vouloir faire destituer de la mairie et à demander un règlement pour l'administration de la maison de ville.

### Briser la servitude
Il est décidé de secouer le joug de cette servitude. L'entreprise était périlleuse, car attaquer Le Long, c'est offenser Charles Armand René de La Trémoille, seigneur de Laval dont il était l'officier et qui demeurait à la cour ne manquant pas de moyens de le soutenir.
Le dessein initial de ses opposants, et qui n'est pas divulgué est d'obtenir pour les habitants le droit d'élire leur maire. On commence par déclarer qu'un nouveau règlement de l'Hôtel-de-Ville était devenu indispensable. Des mesures sont prises pour empêcher l'assemblée générale prévue pour traiter de cette question. Néanmoins l'assemblée a lieu. Le Long y vient escorté des officiers du seigneur, de ses parents et d'un petit nombre d'amis : il se plaint d'une convocation des habitants sans son aveu. Il lui est répondu qu'un nouveau règlement de ville est nécessaire, qu'il faut s'en occuper sans délai, et, après avoir chargé des commissaires d'en préparer la rédaction, on s'ajourne à huitaine.
Ce premier succès poussent les opposants à tenter davantage et ils visent à élire, sans autre forme de procès, un maire, à la prochaine réunion. Le Long averti de ce qui se trame contre lui, prend aussi ses mesures. Les opposants passent outre, et s'assemblent malgré le lieutenant. Ils veulent aller jusqu'à l'élection, mais leur but est modéré par René Pichot de la Graverie qui fait comprendre que l'empressement serait nuisible au but recherché. Le 5 septembre 1727, l'assemblée se borne donc à choisir 4 députés chargés d'aller présenter à M. de Froulay les griefs de la ville et 2 autres qui doivent se rendre à Paris pour y défendre les droits des habitants et se pourvoir au Conseil afin d'obtenir l'homologation du règlement projeté.
Le Long alerte aussitôt M. de Froulay que les habitants se sont assemblés au mépris de sa défense; sans lui faire connaître que la réunion s'est dissoute sans rien entreprendre contre les droits du roi ni contre ceux du seigneur de Laval. Dès lors, l'exempt de la maréchaussée reçoit injonction d'enfermer prisonniers au château de Laval, Le Jeay, Davazé et Garnier que le juge a désigné comme les chefs de la faction. Les opposants présentent alors une requête à l'intendant afin d'être autorisés à se pourvoir au Conseil pour demander la liberté de leurs officiers, celle d'élire un maire et un règlement pour la maison de ville. 
La Graverie et Lévaré, envoyés à Paris, partent en chaise de poste le 7 septembre 1727, et y arrivent au bout de 3 jours. Ils y trouvent des avis favorables à Le Long et contraires aux opposants, et surtout celle grande puissance du duc de la Trémoille. Les trois captifs ont permission de quitter leur prison vers la fin de septembre.
Tandis que le procès est pendant, il faut renouveler le bail des octrois. Ceci est fait en protestant contre la qualité de maire prise par Le Long. Un peu plus tard, lors du remplacement prévu d'un échevin, Le Long espère faire élire un de ses partisans ; mais il n'obtient pas la majorité. 
La lutte devient plus vive encore quelque temps après. Le temps de l'échevinage de des Astelais allait finir. Le Long ne peut éviter une élection, et redouble d'efforts pour se la rendre favorable. Les habitants font échouer ses manœuvres, et laisse en fonction un homme proche de leurs convictions. L'animosité est extrême entre les deux partis. Les amis du juge ne voyaient dans l'ensemble des habitants que des mutins et des coquins; les habitants, de leur côté, regardent leurs adversaires comme les fauteurs, la plupart intéressés, d'une injuste oppression.
Lors du renouvellement des administrateurs de l'Hôpital Saint-Louis de Laval, Le Long essaie de se rendre maître de l'assemblée et d'obtenir un désaveu du procès qui se poursuit à Paris. Il échoue devant la vigilance et la fermeté des habitants. Il fait alors courir des bruits et à répandre des libelles calomnieux contre les députés qui soutiennent la cause des habitants près du Conseil d'État. 
La justice des plaintes des habitants est reconnue. La délibération du Conseil est hâtée sur cette affaire. Son arrêt, rendu le 20 août 1729, refuse aux habitants l'élection du maire, et sur le reste les renvoie à se pourvoir devant le parlement. Cette démarche est effectuée et sa solution risquait de se faire attendre longtemps sans doute. La querelle est terminée en 1730 par un accommodement amiable avec le seigneur de Laval. Après avoir examiné les griefs des habitants, La Trémoille reconnait que Le Long est coupable et l'a trompé. 
Il consent alors à ce que le juge civil ne prenne plus désormais le titre de maire, mais seulement celui de faisant les fonctions de maire. Le procès pendant au parlement est abandonné. Un nouveau règlement de ville est rédigé sur des bases convenues.
Le 30 mars 1736, il pose la première pierre du nouveau bâtiment pour loger les vieillards à l'hospice général de Saint-Louis.
Il décède en 1739 et est inhumé dans l'église de Saint-Tugal.

## Source
- « Gilles-Michel Le Long », dans Alphonse-Victor Angot et Ferdinand Gaugain, Dictionnaire historique, topographique et biographique de la Mayenne, Laval, A. Goupil, 1900-1910 [détail des éditions] (BNF 34106789, présentation en ligne)
- Étienne-Louis Couanier de Launay, Histoire de Laval (818-1855), Imp. Godbert, 1856, 608 p. [détail des éditions] (lire en ligne)